# Mordellistena indistincta
Mordellistena indistincta är en skalbaggsart som beskrevs av Smith 1882. Mordellistena indistincta ingår i släktet Mordellistena och familjen tornbaggar. Inga underarter finns listade i Catalogue of Life.